# Piaras Béaslaí
 (février 2019).
Si vous disposez d'ouvrages ou d'articles de référence ou si vous connaissez des sites web de qualité traitant du thème abordé ici, merci de compléter l'article en donnant les références utiles à sa vérifiabilité et en les liant à la section « Notes et références ».
Piaras Béaslaí (15 février 1881 – 22 juin 1965) est un auteur, dramaturge, biographe et traducteur irlandais, membre de l'Irish Republican Brotherhood, combattant lors de l'insurrection de Pâques en 1916 et membre du Dáil Éireann.